# Mi-9 (航空機)
 Mi-9 / Ми-9
ドイツ民主共和国で運用されたMi-9
- 用途：空中指揮通信機
- 分類：ヘリコプター
- 設計者： MVZミーリ
- 製造者： MVZミーリ
- 運用者** ソ連軍
  -  ウクライナ国家国境庁
  -  ウクライナ非常事態省
  -  アルメニア空軍
  -  国家人民軍航空軍
  -  ドイツ連邦空軍
- 初飛行：1977年
- 運用開始：1977年
- 運用状況：現役

Mi-9（ミル9；ロシア語:Ми-9ミー・ヂェーヴャチ）は、ソ連のM・L・ミーリ記念モスクワ・ヘリコプター工場（MVZミーリ）が設計した「空中指揮通信機（コマンドポスト）」(Воздушный командный пункт)である。大型輸送ヘリコプターであるMi-8の派生型として開発された。北大西洋条約機構（NATO）の用いたNATOコードネームでは、「ヒップG」（Hip G）と呼ばれた。

## 概要
ソ連軍やソ連空挺軍では空挺部隊の指揮機としてMi-4の空中指揮通信機型を開発したが、より優れた能力を持つMi-8Tが空挺戦力の主力となったため、同程度の能力を持つ新しい空中指揮通信機を完成する必要が生じた。まず初めに、空中指揮通信機型Mi-4の運用経験を元にMi-8Tの派生型となるMi-8VKP（Ми-8ВКП）の初号機が1970年代初めに製作された。Mi-8VKPは、「空中指揮通信機（コマンドポスト）」（Воздушный командный пункт）を意味するMi-8VzPU（Ми-8ВзПУ）の名でも呼ばれた。この機体は、何機かが製造された。
この任務に使用される量産型機は当初Mi-8IV（Ми-8ИВ）と呼ばれ、のちMi-9に名称を改められた。初号機は、1977年にMVZミーリにて完成した。Mi-9には電波及び電波中継用の専用装置を含む通信装置が搭載され、戦車部隊および機械化部隊、そして航空師団の指揮機として運用されることとなっていた。
改良型のMi-8MTが完成すると、1987年にはMi-9の製造は終了し、かわってMi-8MTを基にしたMi-19（Ми-19）が製造されるようになった。また、ミサイル師団用にはMi-19R（Ми-19Р）が製造された。なお、この機体の「R」は「ロケット」(ロシア語ではロケットとミサイルを区別しない)を意味している。

## 性能･主要諸元
- 型式：Mi-9
- 初飛行：1977年
- 製造期間：1977年 - 1987年
- 主回転翼直径：21.29m
- テールローター直径：3.91m
- 全長：18.424m
- 全高：4.755m
- 空虚重量：7100kg
- 通常離陸重量：11100kg
- 最大離陸重量：13000kg
- 燃料積載量：1450+1420kg
- 発動機：クリーモフTV3-117MTターボシャフトエンジン×2
- 出力：1454kWt×2
- 超過禁止速度：250km/h
- 巡航速度：240km/h
- 実用航続距離：950km
- 行動半径：495km
- 実用上昇限度：5000m
- ホバリング上昇限度：1760m
- 乗員：2~3名
- 搭載量：乗客20名

## 運用国
2008年1月現在、ウクライナの2つの省庁での現役が確認されている。運用機は2機で、外見からはどちらも機体の状態は良好に保たれていると見られる。また、アルメニアのMi-9についても2024年現在で保有する2 機が現役とされる。
 ソ連
連邦軍
 ウクライナ
国家国境庁
非常事態省
 アルメニア
空軍 - 2024年時点で、2機のMi-9を保有。
 ドイツ民主共和国
国家人民軍航空軍
 ドイツ連邦共和国
ドイツ連邦空軍

## ギャラリー

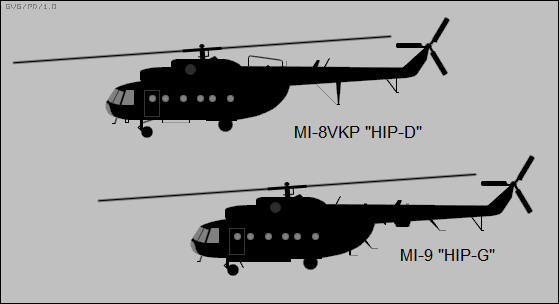
Mi-8VKPとのシルエットの比較。
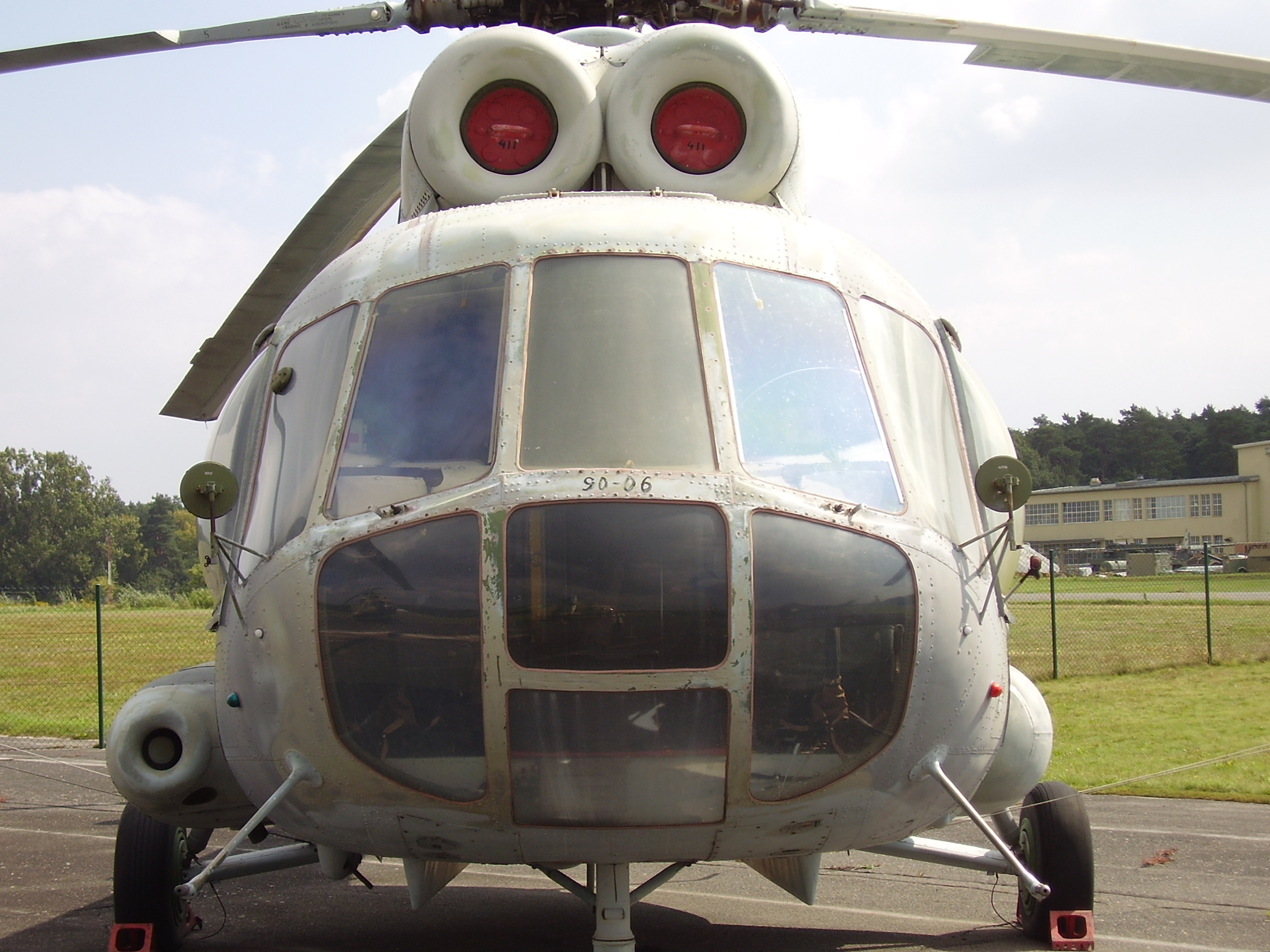
前面から見たMi-9。機体下部に2 条のアンテナが見える
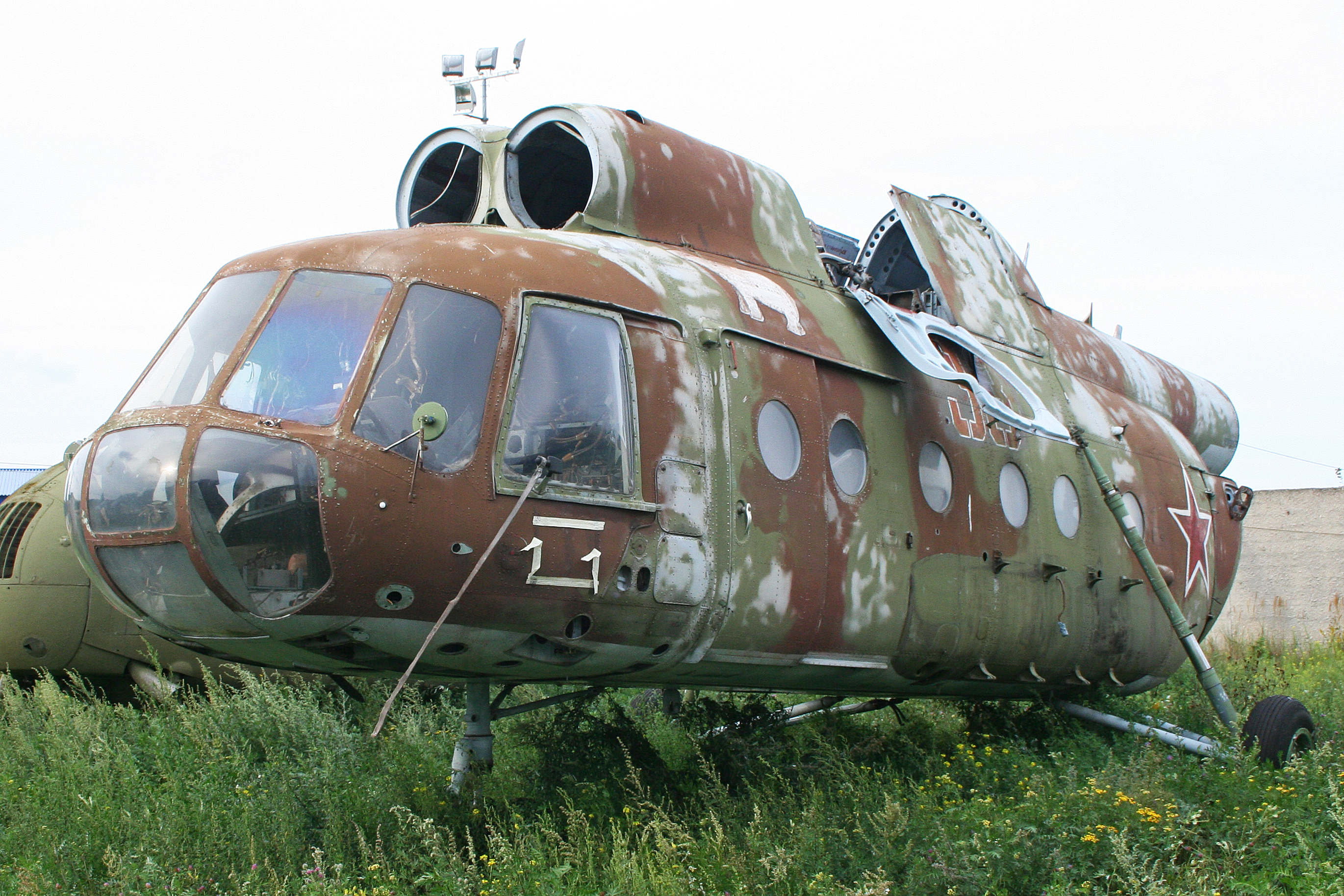
エンジン、プロペラ、尾翼などを取り外された状態で保管されているMi-9。
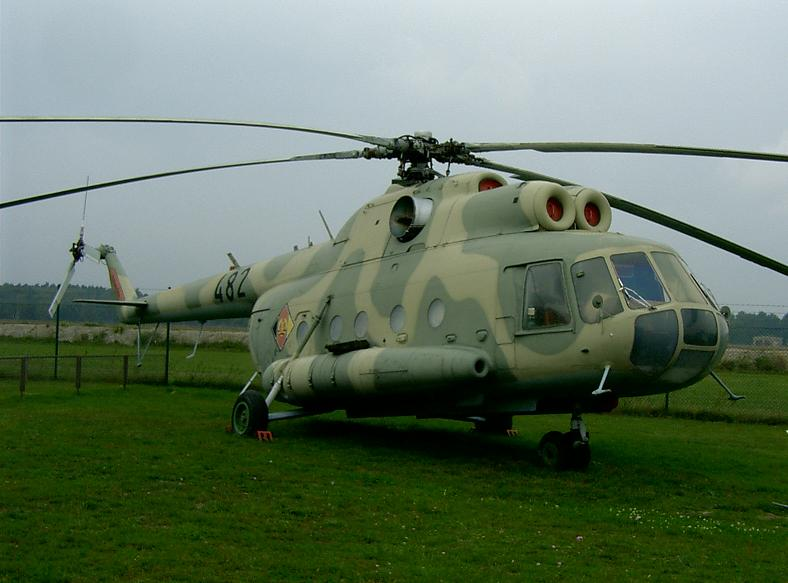
東ドイツ軍のMi-9。